# Kagoshima (thành phố)
Thành phố Kagoshima (鹿児島市 (Lộc Nhi Đảo thị) Kagoshima-shi) là thủ phủ của tỉnh Kagoshima tại mũi tây nam của đảo Kyūshū Nhật Bản, là thành phố lớn nhất trong tỉnh này. Thành phố thường được ví là 'Napoli của thế giới phương Đông' do vị trí của nó bên vịnh (Aira Caldera), khí hậu nóng và núi lửa tầng ấn tượng Sakurajima.
Thành phố rộng 547,2 km² và có 605.614 dân.

## Khí hậu
Kagoshima có khí hậu cận nhiệt đới ẩm (phân loại khí hậu Köppen Cfa), sở hữu nhiệt độ trung bình năm cao nhất và nhiệt độ trung bình mùa đông ở lục địa Nhật Bản. Nó được đánh dấu bằng mùa đông ôn hòa, tương đối khô, suối nước ấm, ẩm ướt, mùa hè nóng, ẩm ướt và thác nước nhẹ và tương đối khô.
| Dữ liệu khí hậu của Kagoshima, Kagoshima (1981–2010) | Dữ liệu khí hậu của Kagoshima, Kagoshima (1981–2010) | Dữ liệu khí hậu của Kagoshima, Kagoshima (1981–2010) | Dữ liệu khí hậu của Kagoshima, Kagoshima (1981–2010) | Dữ liệu khí hậu của Kagoshima, Kagoshima (1981–2010) | Dữ liệu khí hậu của Kagoshima, Kagoshima (1981–2010) | Dữ liệu khí hậu của Kagoshima, Kagoshima (1981–2010) | Dữ liệu khí hậu của Kagoshima, Kagoshima (1981–2010) | Dữ liệu khí hậu của Kagoshima, Kagoshima (1981–2010) | Dữ liệu khí hậu của Kagoshima, Kagoshima (1981–2010) | Dữ liệu khí hậu của Kagoshima, Kagoshima (1981–2010) | Dữ liệu khí hậu của Kagoshima, Kagoshima (1981–2010) | Dữ liệu khí hậu của Kagoshima, Kagoshima (1981–2010) | Dữ liệu khí hậu của Kagoshima, Kagoshima (1981–2010) |
| Tháng                                                | 1                                                    | 2                                                    | 3                                                    | 4                                                    | 5                                                    | 6                                                    | 7                                                    | 8                                                    | 9                                                    | 10                                                   | 11                                                   | 12                                                   | Năm                                                  |
| ---------------------------------------------------- | ---------------------------------------------------- | ---------------------------------------------------- | ---------------------------------------------------- | ---------------------------------------------------- | ---------------------------------------------------- | ---------------------------------------------------- | ---------------------------------------------------- | ---------------------------------------------------- | ---------------------------------------------------- | ---------------------------------------------------- | ---------------------------------------------------- | ---------------------------------------------------- | ---------------------------------------------------- |
| Cao kỉ lục °C (°F)                                   | 23.9 (75.0)                                          | 24.1 (75.4)                                          | 27.6 (81.7)                                          | 30.2 (86.4)                                          | 31.6 (88.9)                                          | 34.5 (94.1)                                          | 36.6 (97.9)                                          | 37.0 (98.6)                                          | 35.7 (96.3)                                          | 32.4 (90.3)                                          | 29.5 (85.1)                                          | 24.7 (76.5)                                          | 37.0 (98.6)                                          |
| Trung bình ngày tối đa °C (°F)                       | 12.8 (55.0)                                          | 14.3 (57.7)                                          | 17.0 (62.6)                                          | 21.6 (70.9)                                          | 25.2 (77.4)                                          | 27.6 (81.7)                                          | 31.9 (89.4)                                          | 32.5 (90.5)                                          | 30.1 (86.2)                                          | 25.4 (77.7)                                          | 20.3 (68.5)                                          | 15.3 (59.5)                                          | 22.8 (73.0)                                          |
| Trung bình ngày °C (°F)                              | 8.5 (47.3)                                           | 9.8 (49.6)                                           | 12.5 (54.5)                                          | 16.9 (62.4)                                          | 20.8 (69.4)                                          | 24.0 (75.2)                                          | 28.1 (82.6)                                          | 28.5 (83.3)                                          | 26.1 (79.0)                                          | 21.2 (70.2)                                          | 15.9 (60.6)                                          | 10.6 (51.1)                                          | 18.6 (65.5)                                          |
| Tối thiểu trung bình ngày °C (°F)                    | 4.6 (40.3)                                           | 5.7 (42.3)                                           | 8.4 (47.1)                                           | 12.7 (54.9)                                          | 17.1 (62.8)                                          | 21.0 (69.8)                                          | 25.3 (77.5)                                          | 25.6 (78.1)                                          | 22.8 (73.0)                                          | 17.5 (63.5)                                          | 11.9 (53.4)                                          | 6.7 (44.1)                                           | 14.9 (58.8)                                          |
| Thấp kỉ lục °C (°F)                                  | −5.7 (21.7)                                          | −6.7 (19.9)                                          | −3.9 (25.0)                                          | −1.0 (30.2)                                          | 3.9 (39.0)                                           | 9.0 (48.2)                                           | 15.9 (60.6)                                          | 16.5 (61.7)                                          | 9.3 (48.7)                                           | 2.6 (36.7)                                           | −1.5 (29.3)                                          | −5.5 (22.1)                                          | −6.7 (19.9)                                          |
| Lượng Giáng thủy trung bình mm (inches)              | 77.5 (3.05)                                          | 112.1 (4.41)                                         | 179.7 (7.07)                                         | 204.6 (8.06)                                         | 221.2 (8.71)                                         | 452.3 (17.81)                                        | 318.9 (12.56)                                        | 223.0 (8.78)                                         | 210.8 (8.30)                                         | 101.9 (4.01)                                         | 92.4 (3.64)                                          | 71.3 (2.81)                                          | 2.265,7 (89.20)                                      |
| Lượng tuyết rơi trung bình cm (inches)               | 3 (1.2)                                              | 1 (0.4)                                              | 0 (0)                                                | 0 (0)                                                | 0 (0)                                                | 0 (0)                                                | 0 (0)                                                | 0 (0)                                                | 0 (0)                                                | 0 (0)                                                | 0 (0)                                                | 1 (0.4)                                              | 4 (1.6)                                              |
| Số ngày giáng thủy trung bình (≥ 1.0 mm)             | 8.9                                                  | 8.8                                                  | 12.9                                                 | 10.4                                                 | 10.0                                                 | 14.6                                                 | 11.2                                                 | 10.5                                                 | 10.2                                                 | 7.2                                                  | 7.3                                                  | 7.7                                                  | 119.8                                                |
| Số ngày tuyết rơi trung bình                         | 2.3                                                  | 1.8                                                  | 0.5                                                  | 0.0                                                  | 0.0                                                  | 0.0                                                  | 0.0                                                  | 0.0                                                  | 0.0                                                  | 0.0                                                  | 0.0                                                  | 0.8                                                  | 5.4                                                  |
| Độ ẩm tương đối trung bình (%)                       | 65                                                   | 66                                                   | 69                                                   | 71                                                   | 71                                                   | 78                                                   | 76                                                   | 76                                                   | 73                                                   | 70                                                   | 69                                                   | 69                                                   | 71                                                   |
| Số giờ nắng trung bình tháng                         | 136.9                                                | 129.1                                                | 145.7                                                | 160.5                                                | 171.0                                                | 122.4                                                | 191.1                                                | 206.7                                                | 168.8                                                | 183.4                                                | 152.0                                                | 151.3                                                | 1.918,9                                              |
| Nguồn:                                               |                                                      |                                                      |                                                      |                                                      |                                                      |                                                      |                                                      |                                                      |                                                      |                                                      |                                                      |                                                      |                                                      |

## Hình ảnh

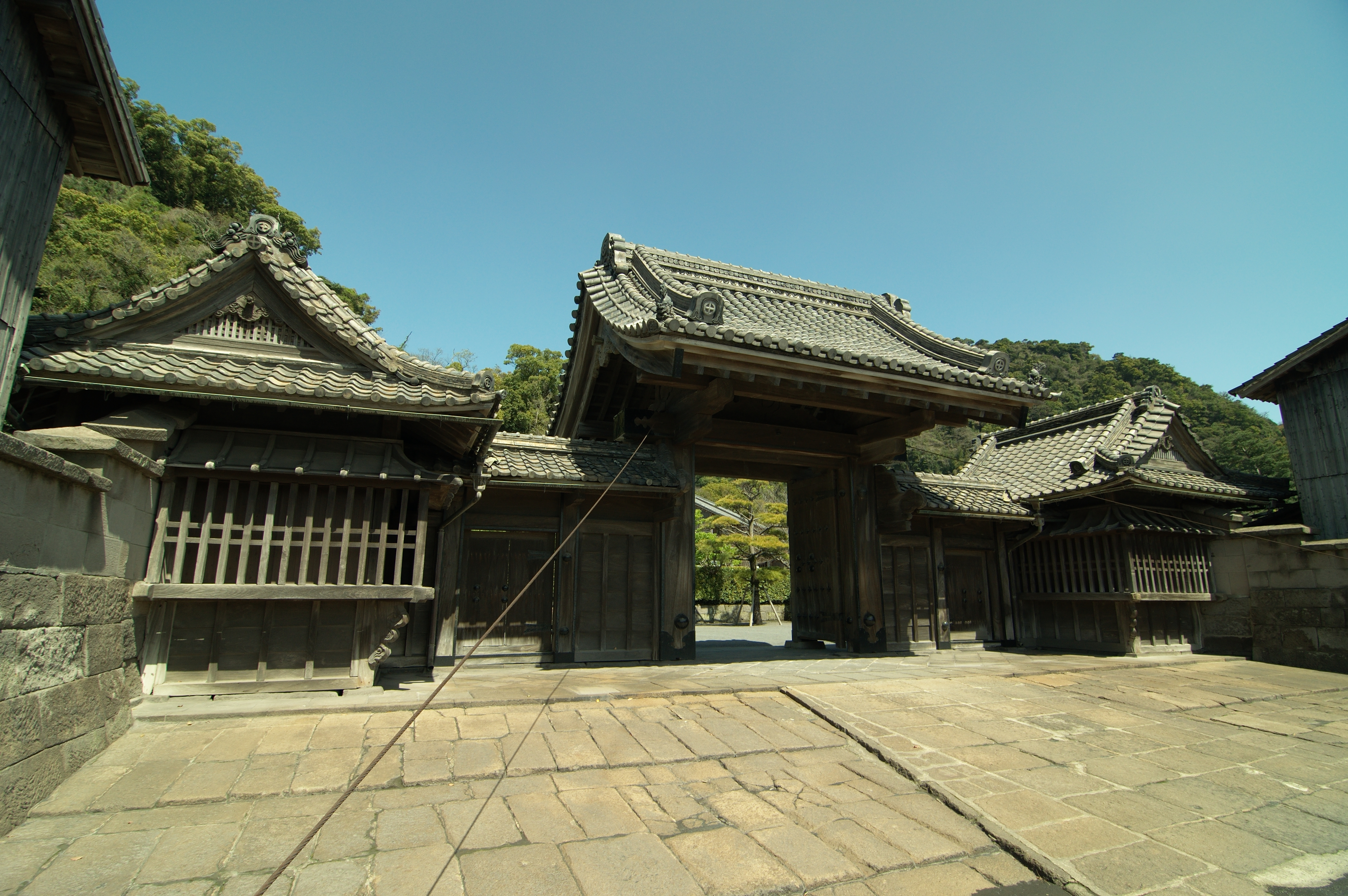
仙厳園 正門
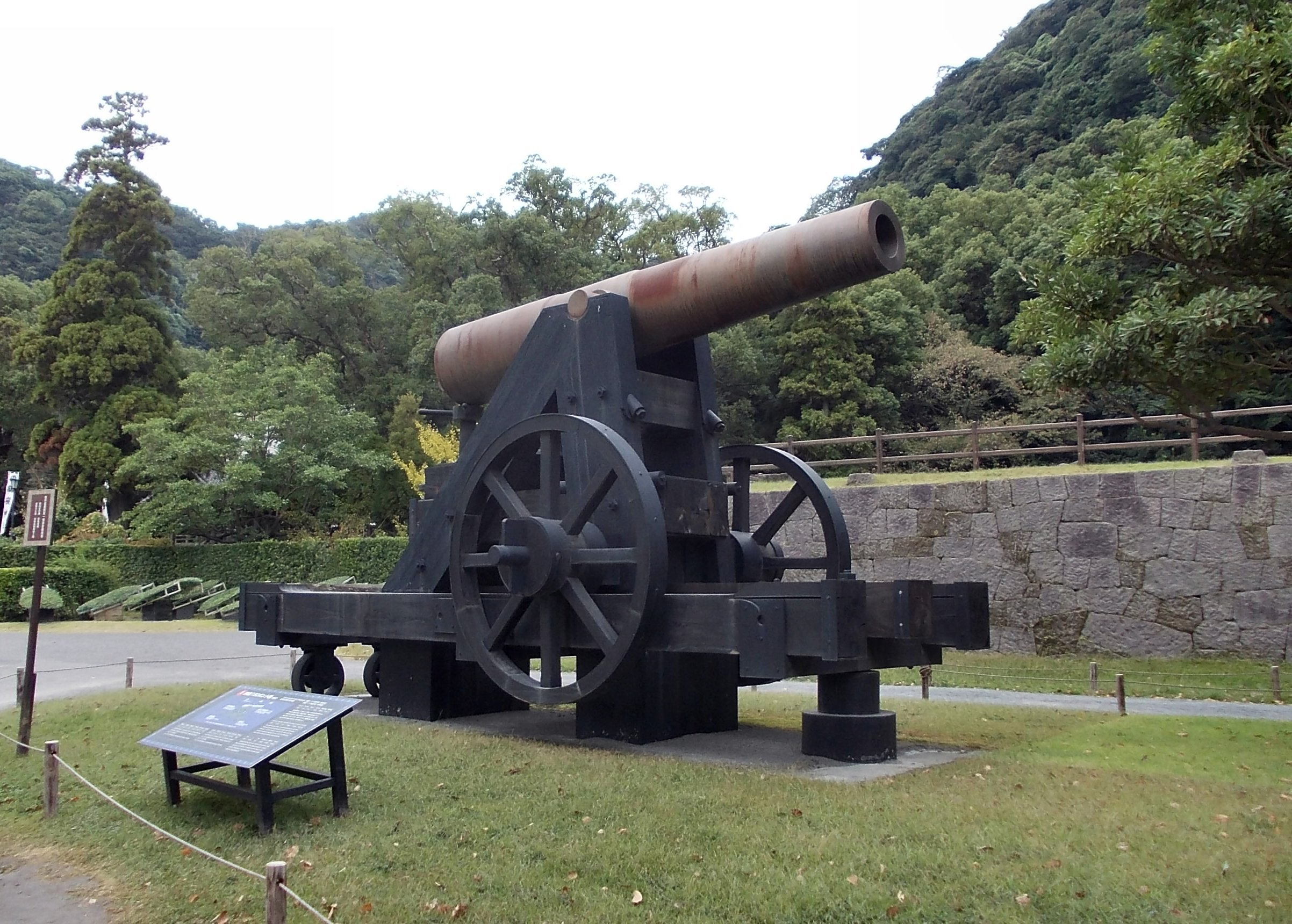
仙厳園 庭園
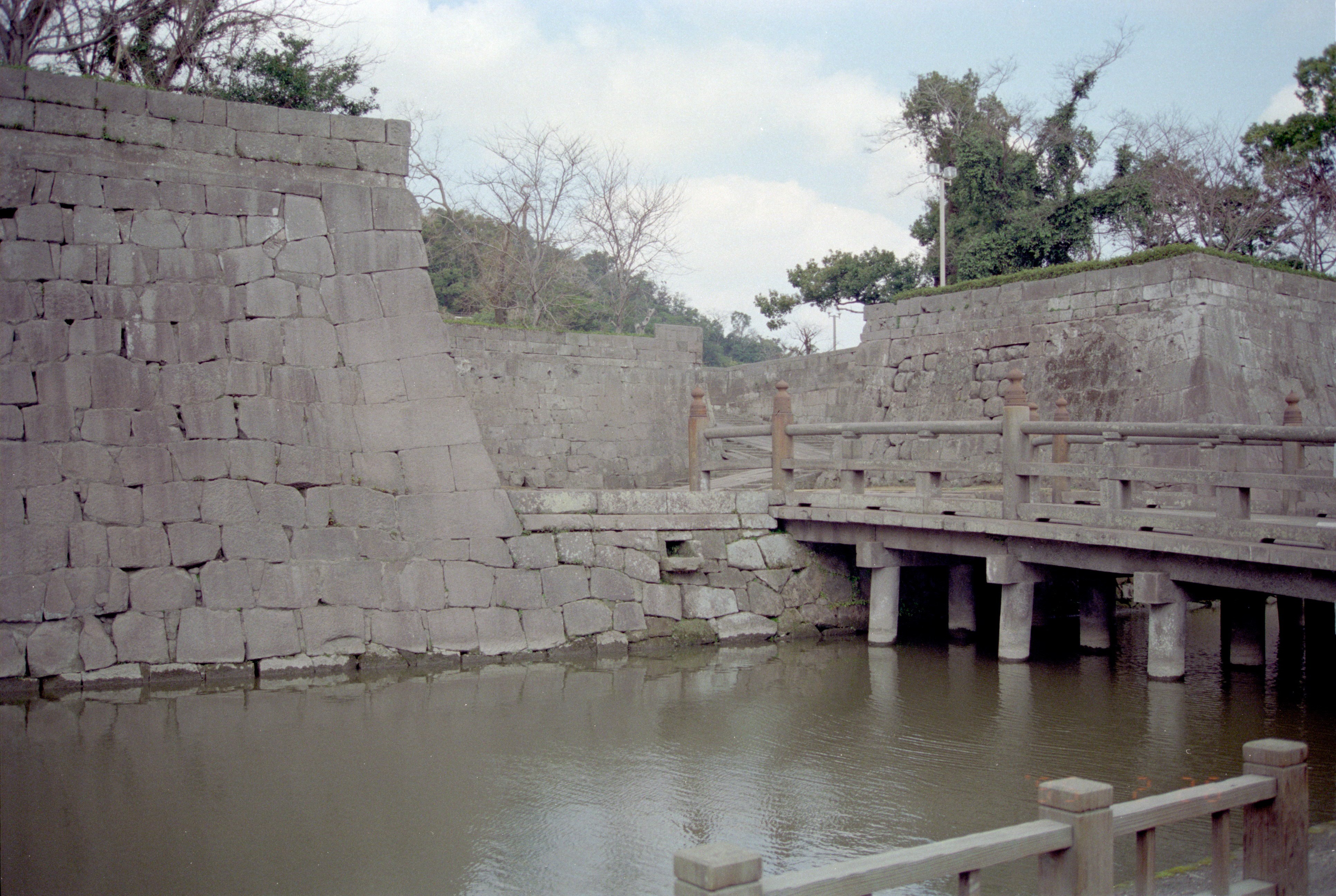
鹿児島城跡
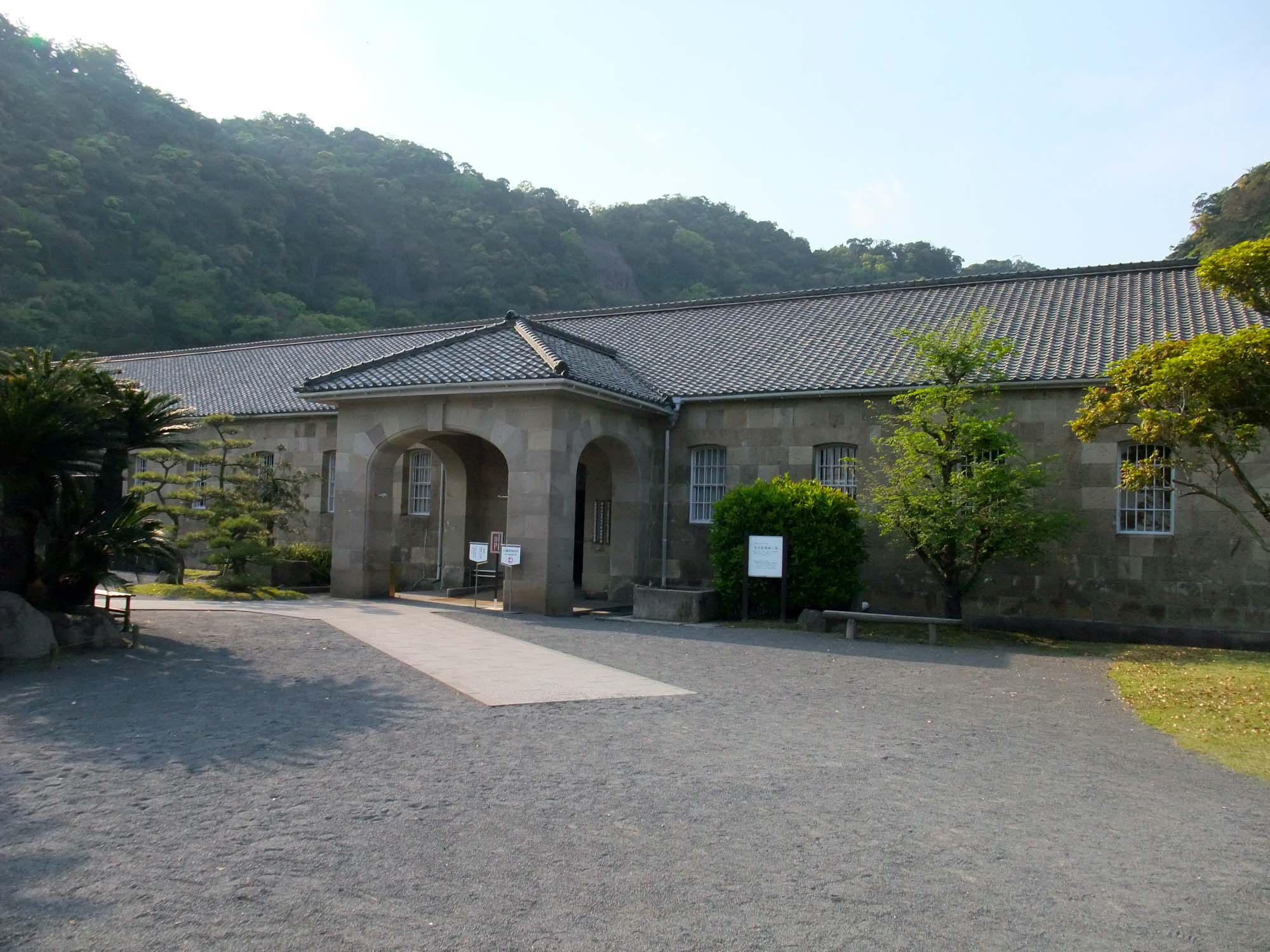
尚古集成館
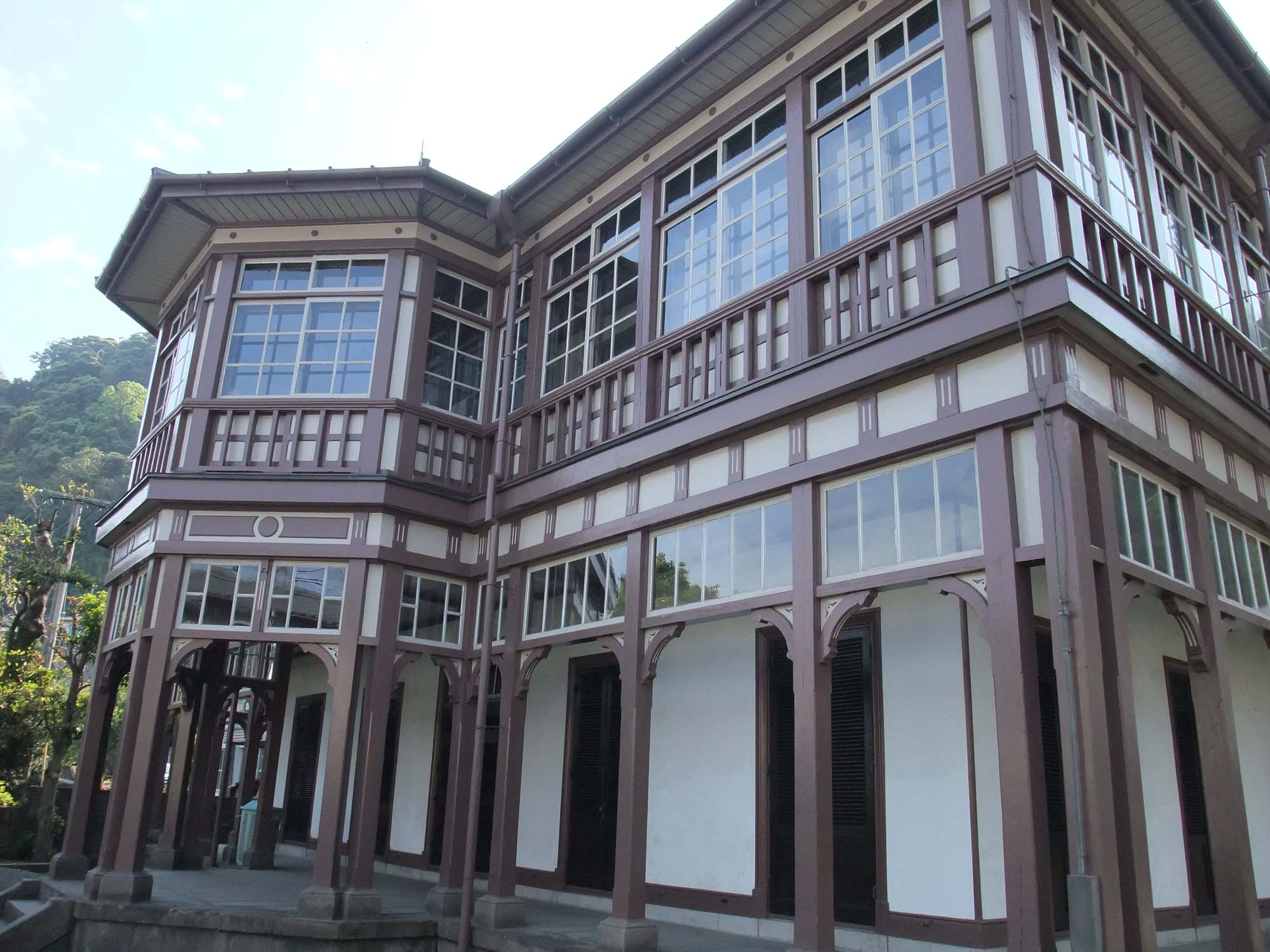
異人館
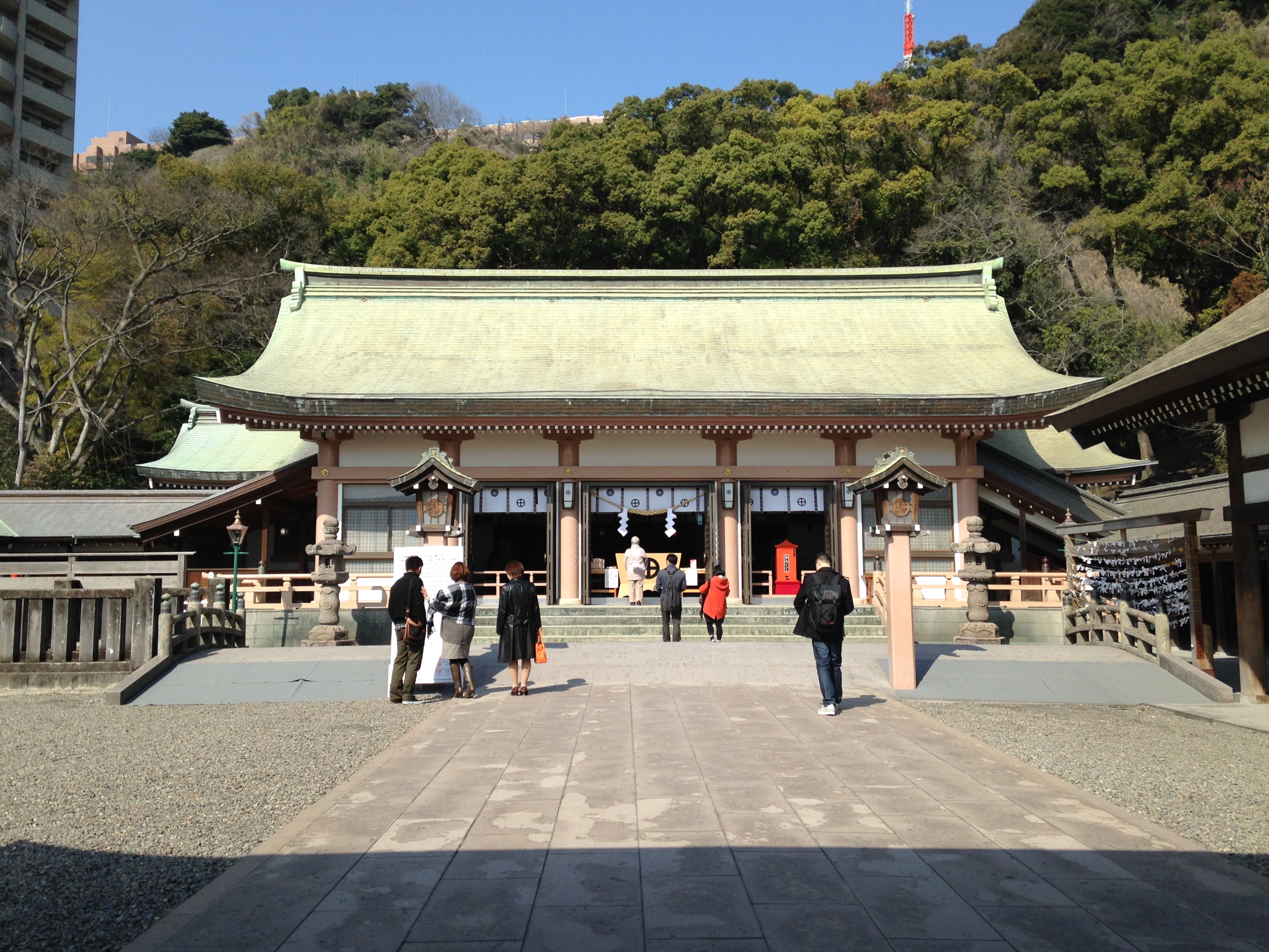
照国神社
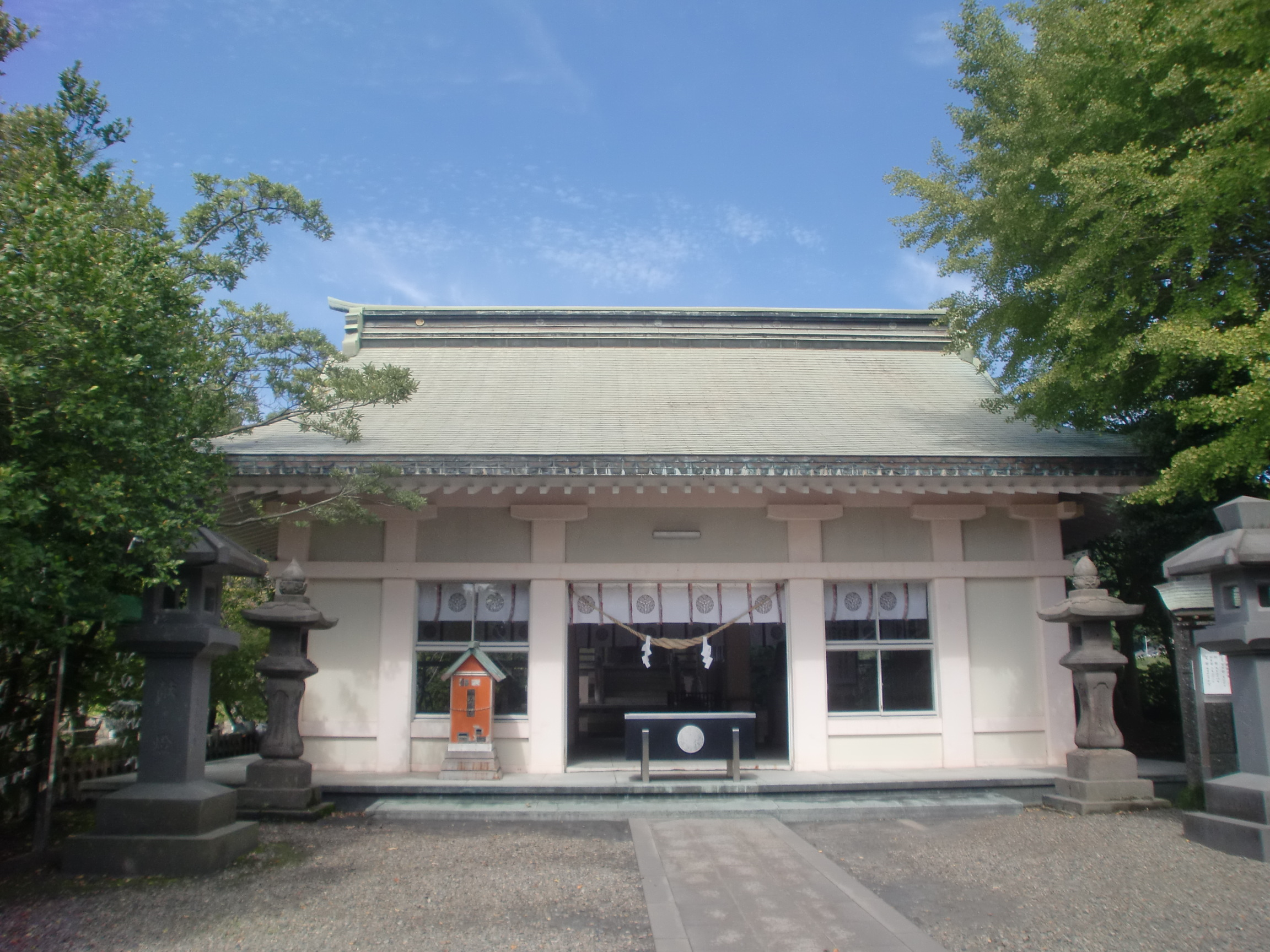
南洲神社
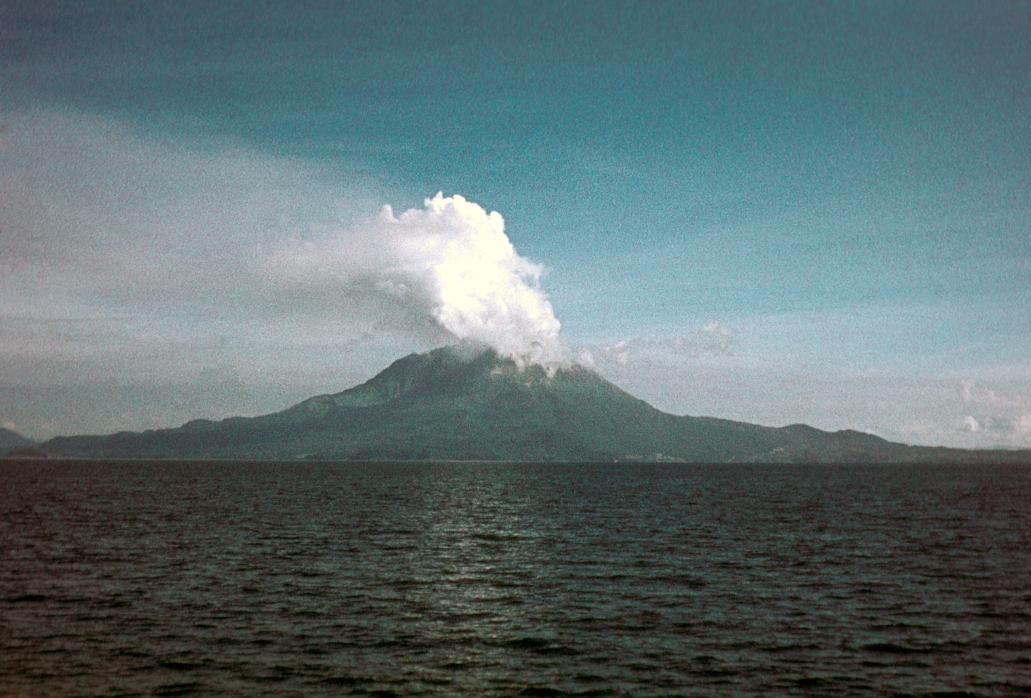
桜島
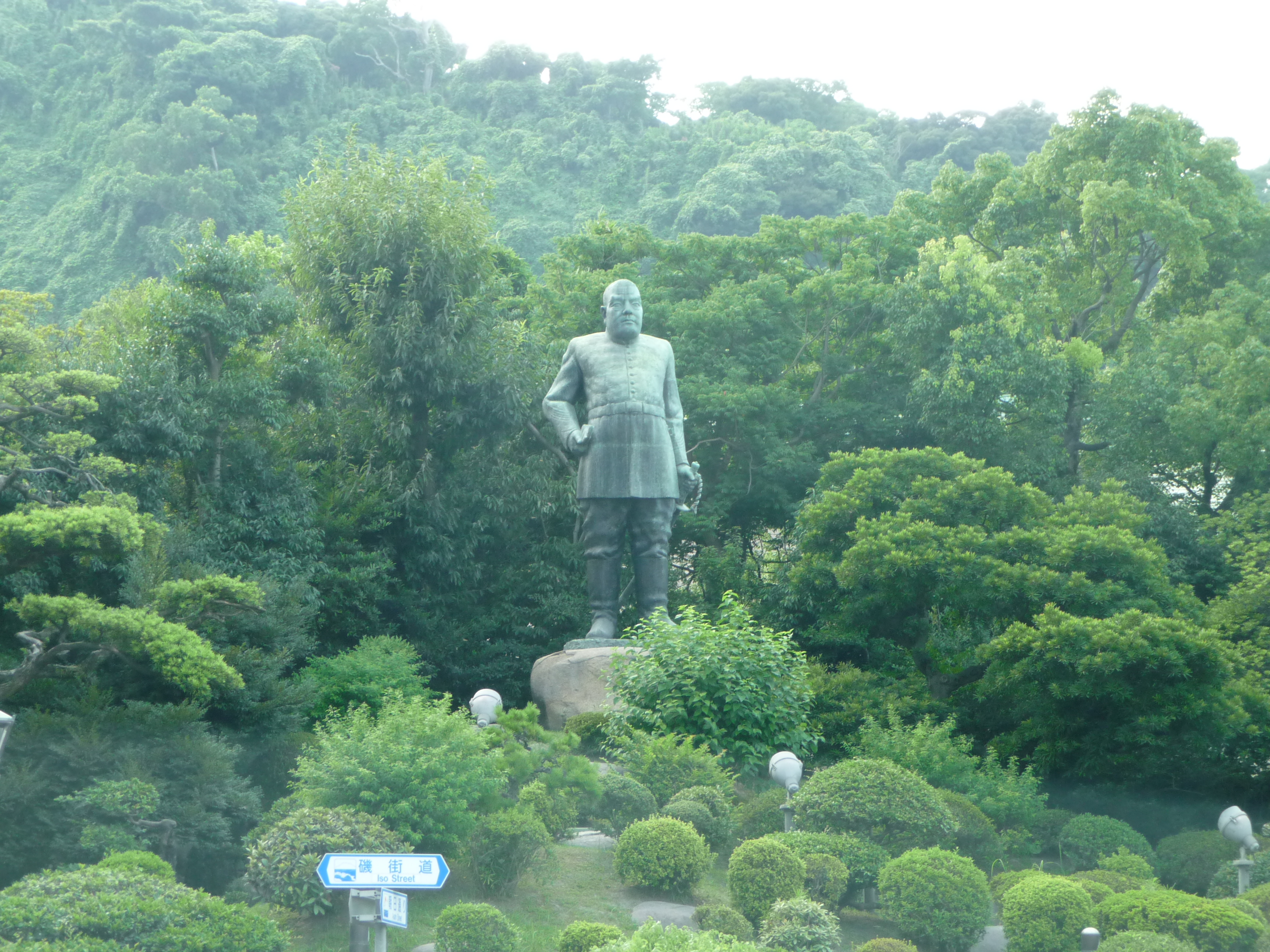
城山
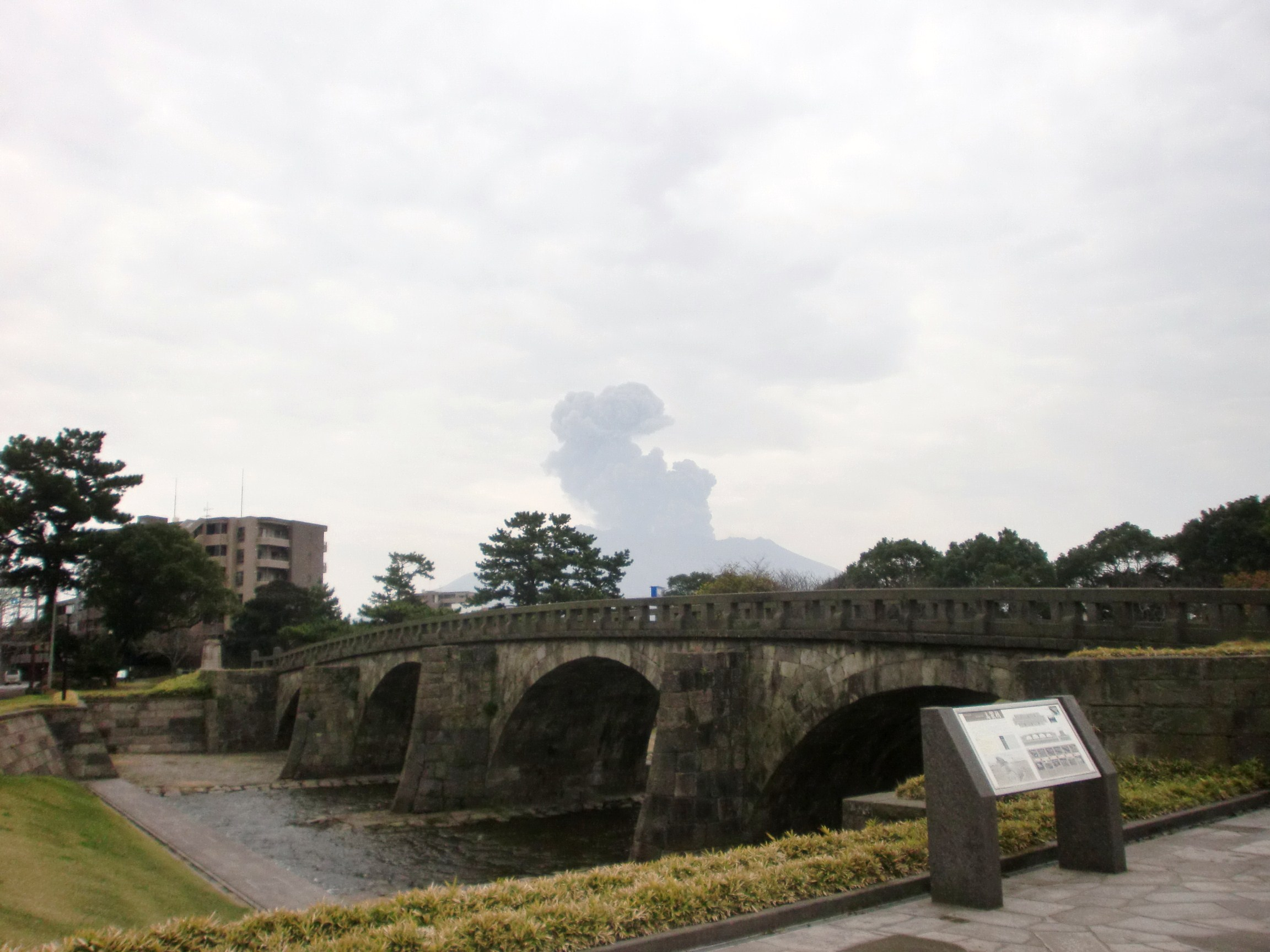
石橋記念公園
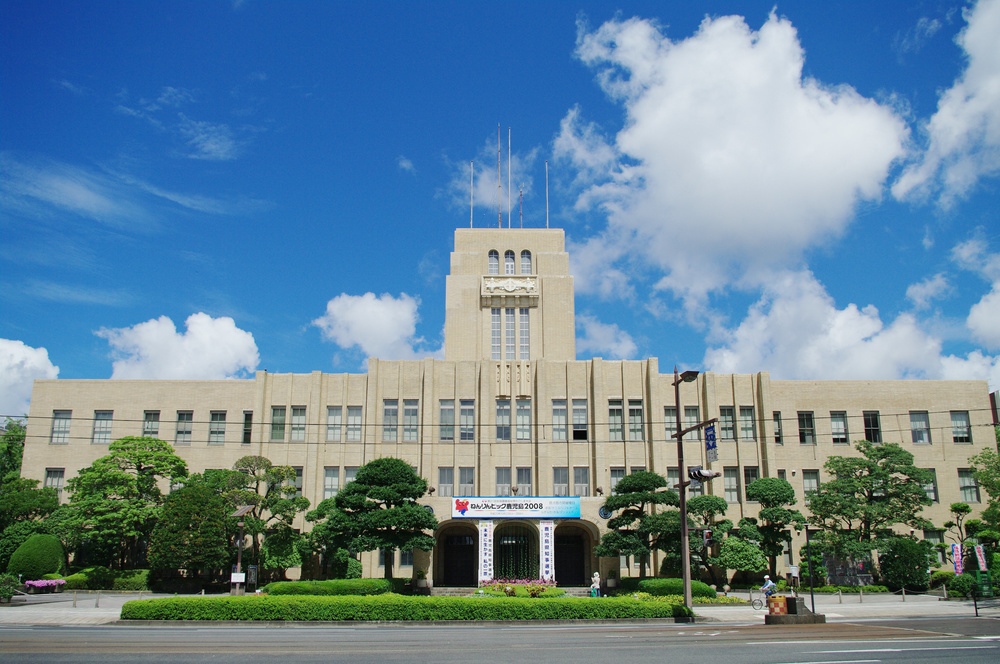
鹿児島市役所
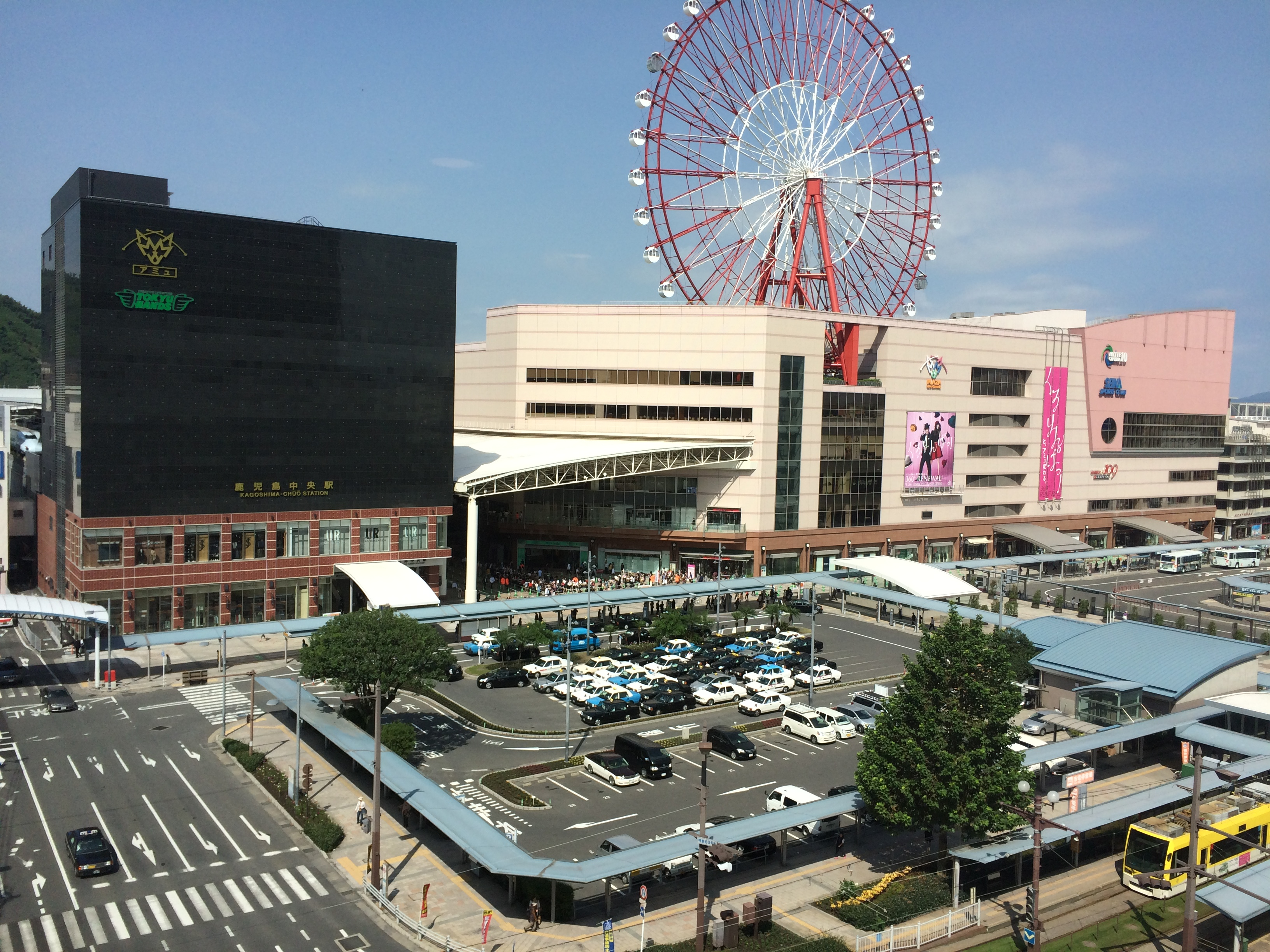
鹿児島中央駅
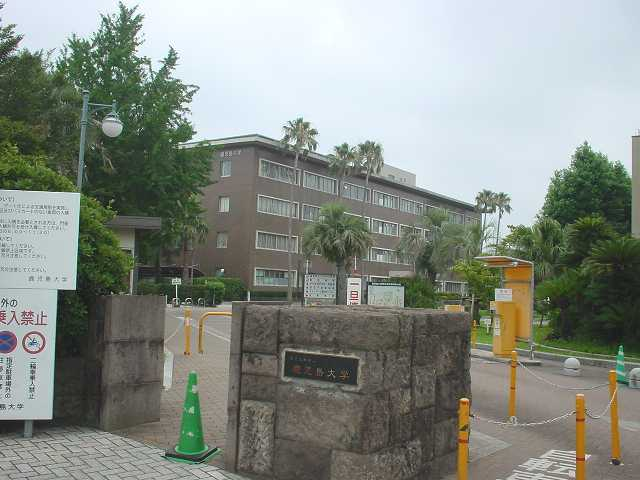
鹿児島大学 正門
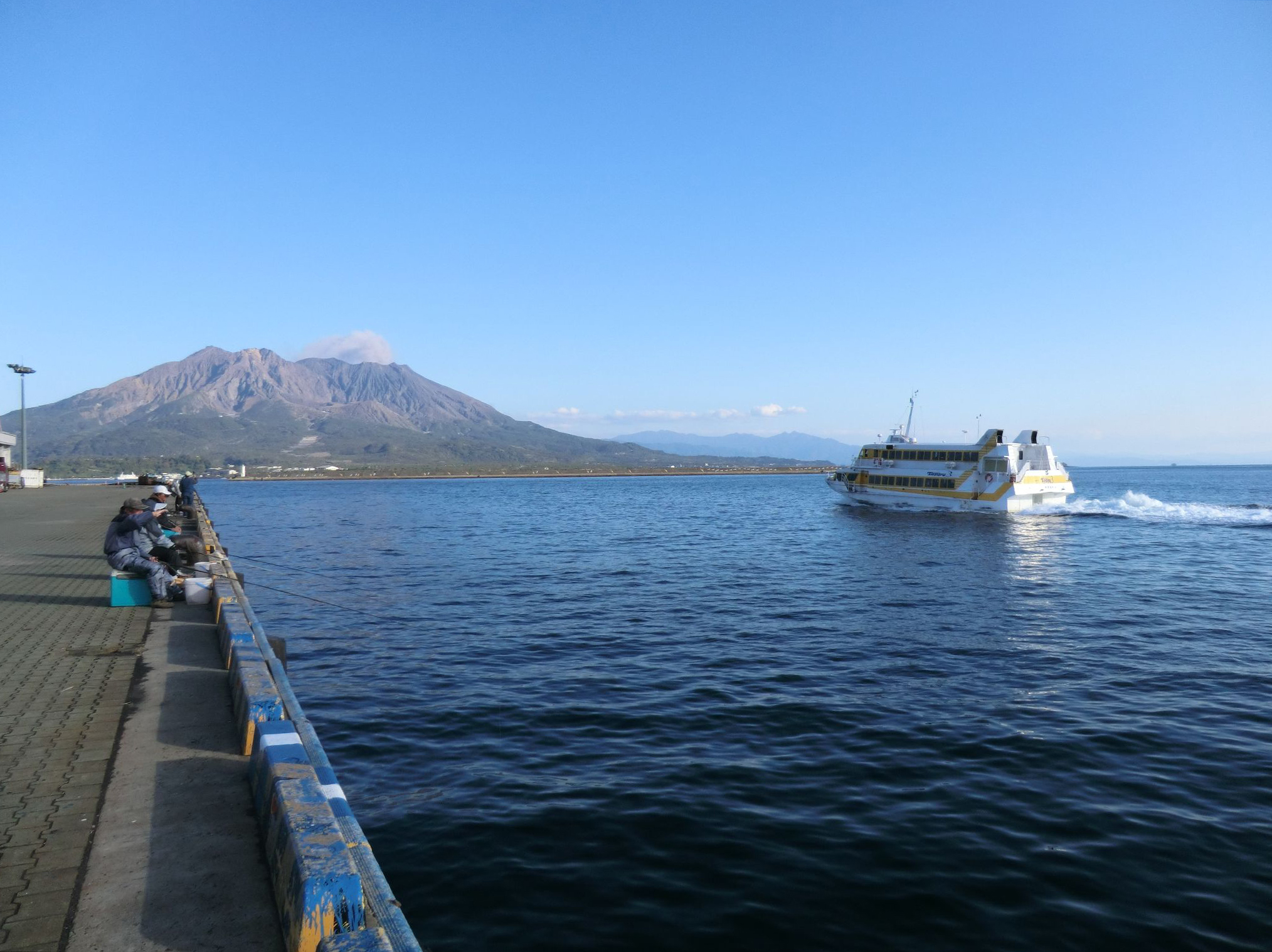
鹿児島港
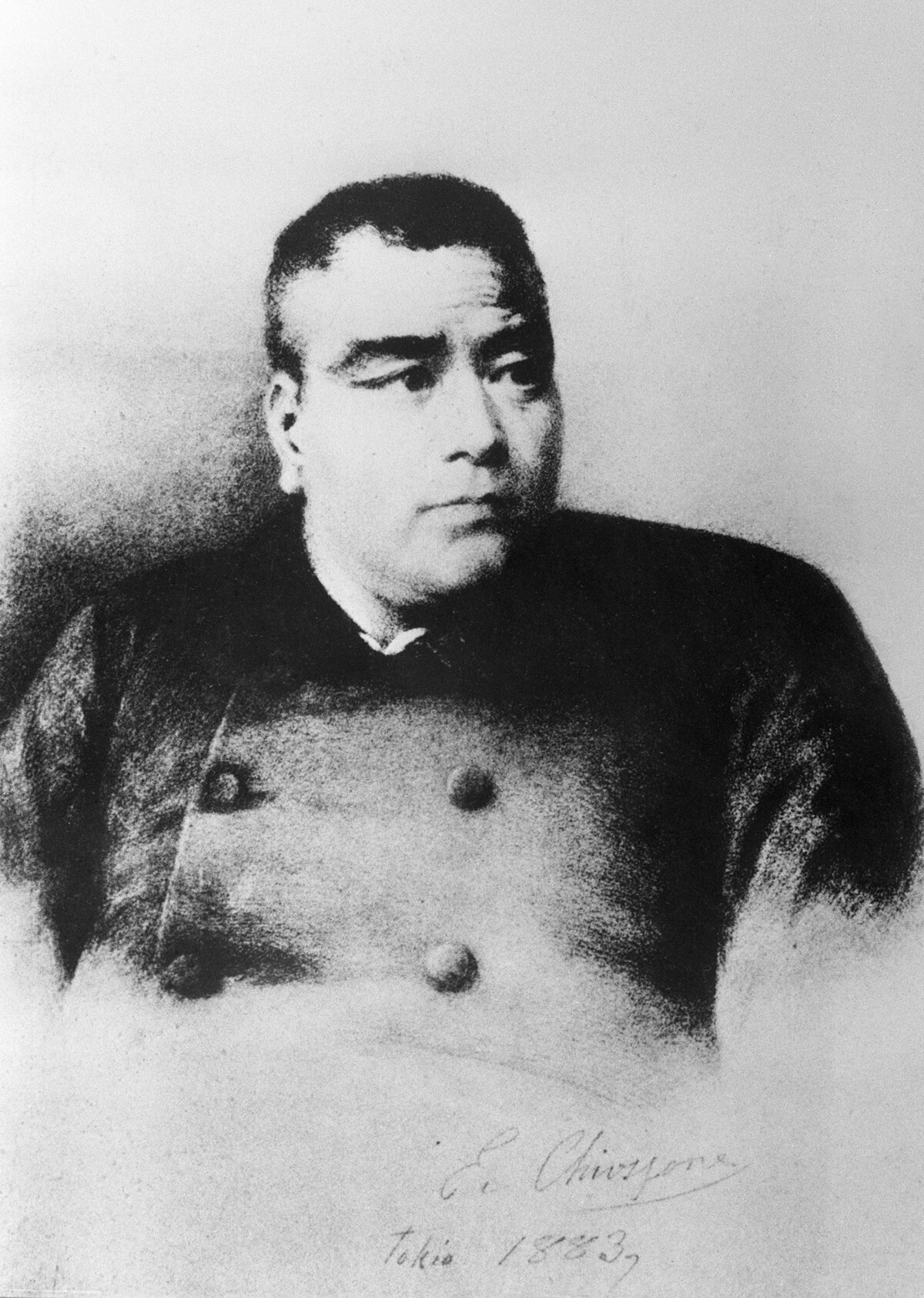
西郷隆盛
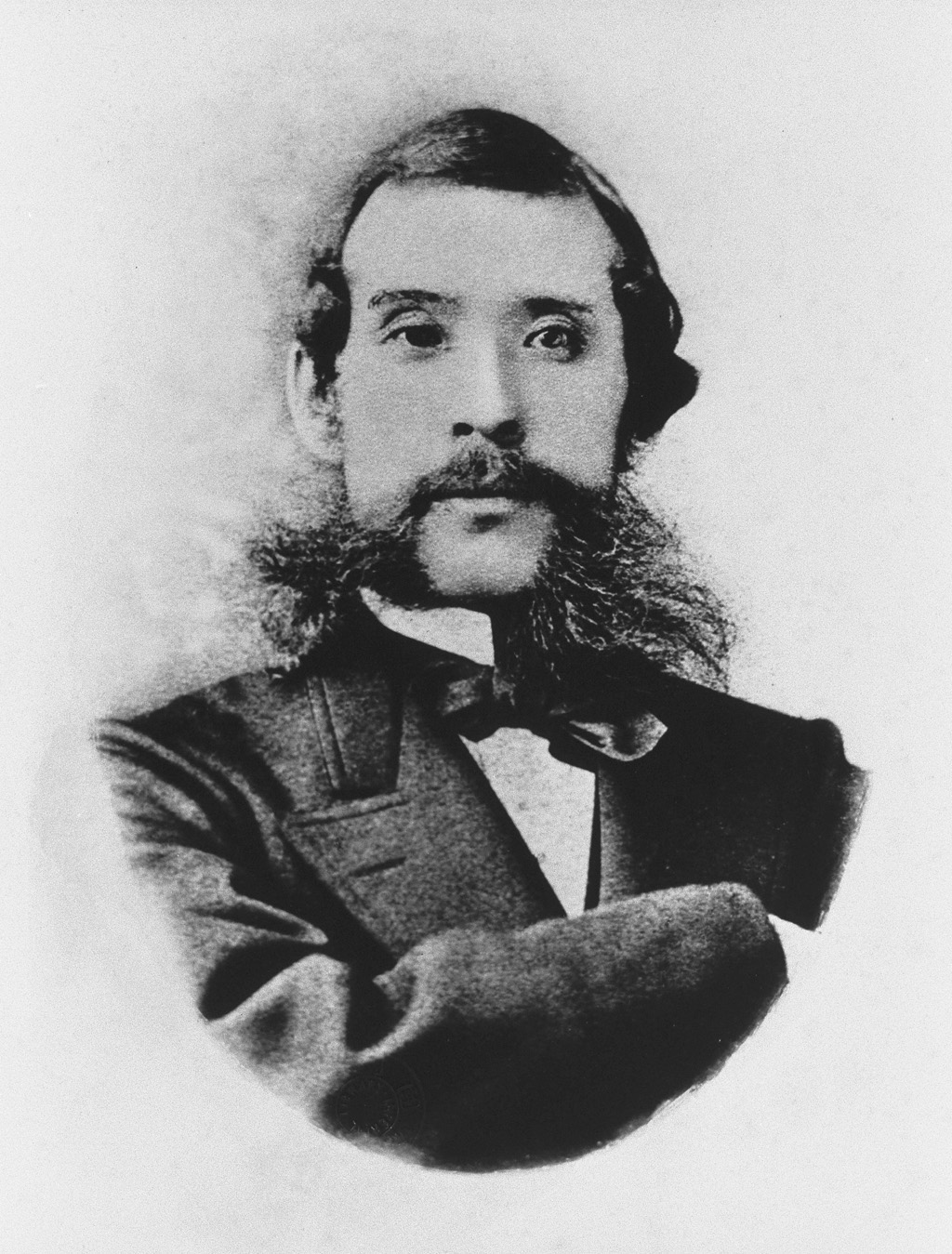
大久保利通
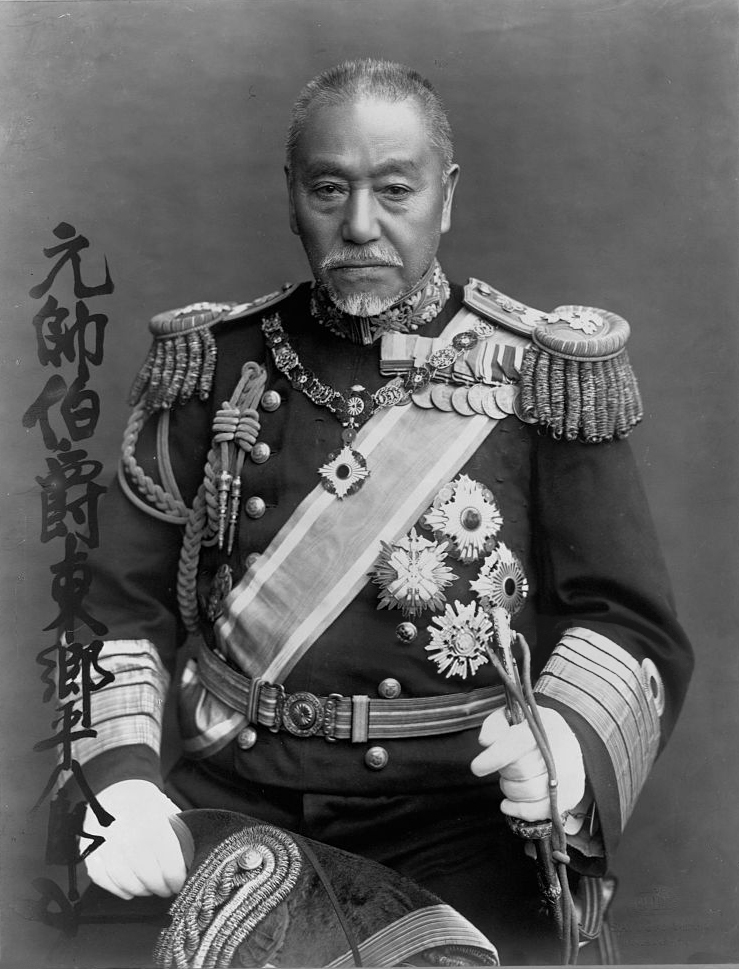
東郷平八郎